# Жіноче сумо
Жіноче сумо (яп. 女相撲, onna-zumō) — різновид сумо, в якому змагаються жінки.

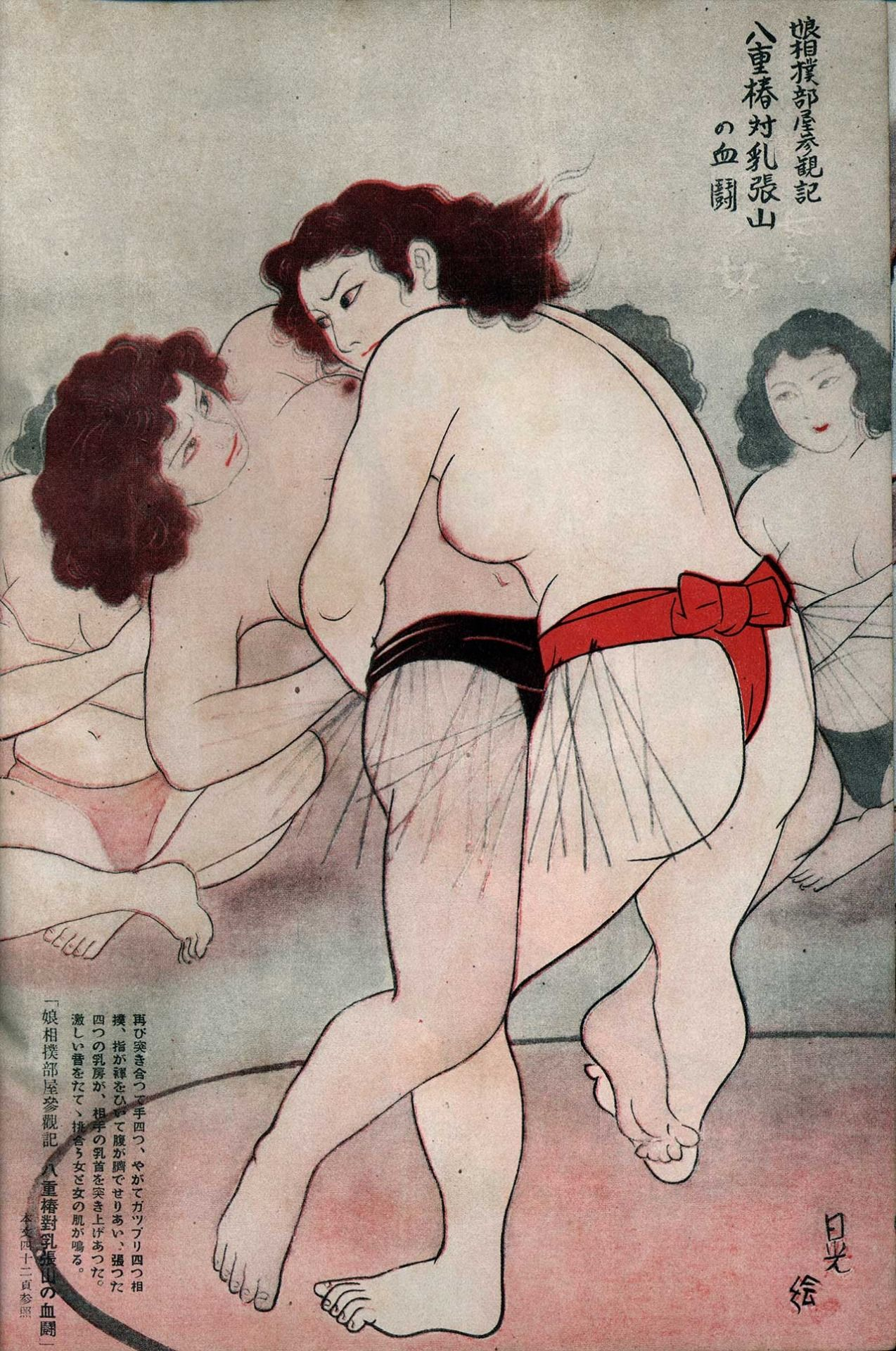
Жіноча боротьба сумо

Професійне сумо традиційно забороняє жінкам брати участь у змаганнях і церемоніях. Жінкам заборонено входити або торкатися рингу для боротьби сумо (dohyō). Незважаючи на це, в історії згадуються жінки-сумоїстки. На аматорському рівні цей спорт розвивається і в наш час.

## Історія
Перший зареєстрований випадок, коли жінки грали в сумо, згідно з Ніхон Сьокі, стався під час правління імператора Юряку (418—479 рр.), коли він викликав двох куртизанок, наказав їм одягнути набедрені пов'язки та почати боротися як суїсти.
Жіноче сумо не набуло поширення до XVIII століття в середині gthsjle Едо (1603—1868), коли в деяких районах Японії з'явився різновид онна-сумо. Існували різні види жіночого сумо, в тому числі й професійне. Вони продовжували існувати і після Реставрації Мейдзі, поки жіноче сумо не було заборонено сьогунатом Токугава та урядом Мейдзі, оскільки вони вважали, що організатори цього виду спорту розбещують суспільну мораль своїми видовищами.
Жіноче сумо продовжувало існувати, незважаючи на урядову заборону у 1926 році. Ця практика припинилася лише після закінчення Другої світової війни, а остання група розпалася у 1963 році.

## Новий час
Більшість японців не вважають жіноче сумо автентичним, і зараз його заборонено проводити в професійних умовах, але існує на аматорському рівні.
Міжнародна федерація сумо та її заходи (такі як Чемпіонат світу з сумо та Чемпіонат Європи з сумо) допускають участь жінок. Жіноче сумо є одним із видів спорту на Всесвітніх іграх, а також було представлено на Всесвітніх іграх з єдиноборств 2013 року.
Перший національний чемпіонат з аматорського сумо серед жінок відбувся 1997 року. Правила ідентичні чоловічому аматорському сумо, за винятком того, що борці носять купальники під мавасі, а поєдинки тривають максимум три хвилини, а не п'ять, як у чоловічому аматорському сумо.

## Відомі сумоїстки
- Хійорі Кон
- Мікі Сатояма
- Шарран Александр
- Джулія Дорні
- Хетал Дейв
- Едіта Вітковська
- Сейка Ідзава
- Епп Мяе
- Анна Жигалова
- Віра Коваль
- Світлана Ярьомка
- Сандра Кеппен
- Марина Прищепа
- Йонамін Чіру
- Франсуаза Гартевельд
- Келліенн Болл

## У популярних медіа
- «Хризантема і гільйотина» (яп. 菊とギロチン, Kiku to girochin) — японський фільм 2018 року про жіночу боротьбу сумо 1920-х років.
- «Он'назуму» (яп. 女相撲) — телевізійна драма, написана Акірою Хаясакою і показана в 1991 році на телеканалі TBS. Вона здобула головну нагороду Фонду культури мовлення 1992 року та нагороду за найкращий фільм 1992 року Television ATP Award Excellence Award. Нана Кіномі, яка виконує роль Ханамідорі Майстра, виграла 18-ту премію Фонду культури мовлення за виконання.
- Жіноче сумо стало темою 3 серії 4 сезону «Мисливець за черпаками часу», документальної історико-культурної програми в стилі драми, що транслювалася на телеканалі NHK General TV.
- Про жіноче сумо розповідає манґа «Рікідзьо» (りきじょ), написана та проілюстрована Утамаро і опублікована в Gekkan Action між 2013 та 2015 роками.
- У відеоіграх Хінако Шіджо з серії SNK The King of Fighters — борець сумо, один з небагатьох прикладів у цьому жанрі. Вона дебютувала в The King of Fighters 2000 року у складі «Команди жінок-бійців».
- У фільмі «Сумо робити, сумо не робити» жіночий персонаж видає себе за сумоїста-чоловіка.